# Гідропарк Арена
Гідропа́рк Аре́на (попередня назва — Укртелеко́м Аре́на) — стадіон для пляжного футболу, розташований на Долобецькому острові в місті Києві. Відкритий 24 травня 2012 року в рамках проекту «Місто спорту».

## Історія
24 травня 2012 року в київському Гідропарку на Долобецькому острові відкрили спортивний парк «Місто спорту», до складу якого ввійшли два стадіони для традиційного та пляжного футболу, а також тренувальні майданчики для інших видів спорту. Нова арена швидко стала центром пляжного футболу України, де проводили майже всі основні заходи, пов'язані з цим різновидом «спорту № 1». Наступного, після відкриття «Гідропарк Арени», дня тут відбувся міжнародний турнір «BSWW Kyiv Cup 2012» за участю збірних команд Португалії, Італії, Нідерландів та України. У 2013 році з 24 по 26 травня стадіон приймав один з етапів Євроліги з пляжного футболу.
Окрім офіційних спортивних змагань арену не раз використовували й для інших заходів. У червні 2012 у спеціально обладнаній у межах арени фан-зоні можна було спостерігати за матчами Євро-2012 на великому екрані, а після закінчення поєдинків взяти участь у диско-шоу.
Окрім стадіону для пляжного футболу в комплексі присутня арена для міні-футболу розміром 45х25 метрів і місткістю 600 посадочних місць.